# Helina spinidorsata
Helina spinidorsata är en tvåvingeart som beskrevs av Shinonaga 1994. Helina spinidorsata ingår i släktet Helina och familjen husflugor.
Artens utbredningsområde är Nepal. Inga underarter finns listade i Catalogue of Life.